# Вороновка (Ульяновская область)
Вороновка — село в Базарносызганском районе Ульяновской области России. Входит в состав Сосновоборского сельского поселения.

## География
Населённый пункт расположен в 27 километрах к югу от рабочего посёлка Базарный Сызган — административного центра района. Расстояние до Ульяновска — 144 километра.
Уличная сеть
Село разделено на пять улиц: Березнявка, Васина, Загибуловка, Карауловка, Мазановка.
Часовой пояс
Вороновка, как и вся Ульяновская область, находится в часовой зоне МСК+1. Смещение применяемого времени относительно UTC составляет +4:00.

## Название
Свое название село получило из-за многочисленных нападений и грабежей разбойников (воров). Название настолько укоренилось в губернии, что даже помещики, впоследствии проживающие в уже мирном селе, так и не сумели его переименовать. В память о лихой вольной жизни до сих пор остались названия улиц: Карауловка — от слова «караулить», а также, возможно, названа в честь купца Алексея Караулова, на чьи деньги построена церковь, Березнявка — от бывшего здесь прежде березняка, Загибуловка — место, где проходили ограбления и иногда убийства, а также сворачивала в сторону, Мазановка — от мазанки из глины и, самая длинная улица села, носит название Долгого порядка.
Есть и вторая версия названия села.
Село Вороновка принадлежало графине Воронцовой, которая жила в Петербурге, имела небольшой завод на станции Инза, а вблизи поместья — суконную фабрику. Суконная фабрика действительно здесь была. И село, видимо, сначала имело название Воронцовка (по фамилии графов Воронцовых), но с течением времени название Воронцовка было изменено на Вороновку, так как местное население придерживается именно этого названия.

## История
Село Вороновка, возникло, предположительно, около 500 лет назад. По-другим сведениям, село Вороновка образовано в XVII веке как охранная слобода на тракте, проходящем между Карсуном и Кузнецком.
До 1917 года село относилось к Городищенскому уезду Пензенской губернии. Через село проходил почтовый тракт из Городищ в Симбирск, а также здесь был тракт и постоялый двор, где отдыхали купцы из Базарного Сызгана и Карсуна, которые следовали за товарами в Кузнецк.
Храмов в Вороновке было два. Один был построен в честь Святой Великомученицы Варвары (остался только фундамент). Второй каменный храм — был построен в 1817 году в честь Тихвинской иконы Божией Матери, который имел три престола: главный — в честь иконы Тихвинской Богородицы, в одном пределе — в честь Ивана Богослова и в другом — в честь Святителя Тихона, епископа Амафунтского, архитектор М. П. Коринфский. Храм сохранился до сих пор. Церковь была закрыта в 1933 году. В настоящее время не действует.
К 1864 году в селе было 82 двора, 2 православные церкви, суконная фабрика.
В 1929 году село Вороновка вошло в состав Вороновского с/с Кузнецкого района Средне-Волжского края.
В 1935—1956 годах село входило в Базарносызганский район, в 1956 по 1989 гг. — в Инзенском районе, с 1989 года — опять в Базарносызганском районе.
С 2005 года село входит в состав Сосновоборского сельского поселения.

## Население
| 2010 |
| ---- |
| 80   |

Население села: в 1929 году — 911 человек, в 1996 году — 181 человек.

## Известные уроженцы
- Васин Василий Иванович (1923—1949) — Герой Советского Союза, командир роты 21-го стрелкового полка 180-й стрелковой дивизии 38-й армии Воронежского фронта[15].
- В Вороновке родился старец Леонтий (Леонтий Тимофеевич Шестаков) (1828—1901)[9][16].
- В Вороновке родился талантливый писатель Сергей Николаевич Миловский (Елеонский) (18.09.1861—?), в рассказе-притче «Хрустальное яблоко», описал жизнь в селе[9].
- Вороновка — родина местной поэтессы Глуховой Галины Николаевны[9].

## Достопримечательности
- Тихвинская церковь. Церковь в честь Тихвинской иконы Божьей Матери (православный приходской трёхпрестольный храм), архитектор М. П. Коринфский, 1817 г.[7] — Объект культурного наследия (памятник истории и культуры), поставлен на государственную охрану Решением исполкома Ульяновского областного Совета народных депутатов от 12.02.1990 № 79 как памятник архитектуры регионального значения[11][17].
- Недалеко от церкви находится, считающийся Святым, источник, впадающий практически в исток реки Инзы[7][18][19].

- Тихвинский храм.